# (59804) Dickjoyce
(59804) Dickjoyce (1999 RJ1) – planetoida z grupy pasa głównego asteroid okrążająca Słońce w ciągu 5,71 lat w średniej odległości 3,19 j.a. Odkryta 5 września 1999 roku.